# Lisa-Maria Zeller
Lisa-Maria Zeller (19 maggio 1992) è un'ex sciatrice alpina austriaca.

## Biografia
Lisa-Maria Zeller ha esordito nel Circo bianco il 6 dicembre 2007 in uno slalom gigante valido ai fini del punteggio FIS, a Gosau giungendo 71ª; il 10 dicembre 2010 ha debuttato in Coppa Europa, a Gressoney-La-Trinité in slalom speciale, giungendo 26ª. Nel 2013 ai Mondiali juniores del Québec ha conquistato la medaglia d'oro nello slalom gigante; grazie a questo risultato il 17 marzo successivo ha potuto esordire in Coppa del Mondo durante le finali di Lenzerheide, senza concludere la prova di slalom gigante.
Il 15 marzo 2014 ha ottenuto a Soldeu in slalom speciale la sua unica vittoria, nonché primo podio, in Coppa Europa e il 29 dicembre 2015 ha colto a Lienz nella medesima specialità il suo miglior piazzamento in Coppa del Mondo (23ª). Il 9 febbraio 2016 ha ottenuto a Pamporovo in slalom speciale il suo ultimo podio in Coppa Europa (3ª) e il 6 marzo successivo ha disputato la sua ultima gara in Coppa del Mondo, lo slalom speciale di Jasná che non ha completato. Si è ritirata durante la stagione 2016-2017 e la sua ultima gara è stata lo slalom gigante di Coppa Europa disputato a Trysil il 4 dicembre, non completato dalla Zeller; in carriera non ha preso parte né a rassegne olimpiche né iridate.

## Palmarès

### Mondiali juniores
- 1 medaglia:
  - 1 oro (slalom gigante a Québec 2013)

### Coppa del Mondo
- Miglior piazzamento in classifica generale: 98ª nel 2016

### Coppa Europa
- Miglior piazzamento in classifica generale: 4ª nel 2015
- Vincitrice della classifica di slalom speciale nel 2015
- 4 podi:
  - 1 vittoria
  - 1 secondo posto
  - 2 terzi posti

#### Coppa Europa - vittorie
| Data          | Località | Paese   | Specialità |
| ------------- | -------- | ------- | ---------- |
| 15 marzo 2014 | Soldeu   | Andorra | SL         |

Legenda:

SL = slalom speciale

### Australia New Zealand Cup
- Miglior piazzamento in classifica generale: 14ª nel 2015
- 1 podio:
  - 1 terzo posto

### Campionati austriaci juniores
- 3 medaglie[1]:
  - 1 argento (slalom speciale nel 2015)
  - 2 bronzi (slalom gigante, slalom speciale nel 2009)